# خوزه مانوئل کاسادو
خوزه مانوئل کاسادو (انگلیسی: José Manuel Casado؛ زادهٔ ۹ اوت ۱۹۸۶) بازیکن فوتبال اهل اسپانیا است.
از باشگاه‌هایی که او در آن بازی کرده‌، می‌توان به باشگاه فوتبال رایو وایکانو، باشگاه فوتبال بارسلونا سی، باشگاه فوتبال خرز، باشگاه فوتبال رکریتیوو اوئلوا، باشگاه فوتبال بولتون واندررز، باشگاه فوتبال آلمریا، باشگاه فوتبال مالاگا، باشگاه فوتبال سویا و باشگاه فوتبال بارسلونا اشاره کرد.